# Basnéré (Kaya)
Pour les articles homonymes, voir Basnéré.
Basnéré est une localité située dans le département de Kaya de la province du Sanmatenga dans la région Centre-Nord au Burkina Faso.

## Géographie
Basnéré est située à 30 km au nord-ouest du centre de Kaya, la principale ville de la région. Le village est traversé par la route nationale 15 reliant à Kaya à Kongoussi.

## Économie
Importante bourgade du département, Basnéré est le principal village entre Kaya à Kongoussi et à ce titre bénéficie de sa position sur la RN 15 pour ses échanges commerciaux.

## Éducation et santé
Basnéré accueille un centre de santé et de promotion sociale (CSPS) – proposant de manière pilote des consultations obstétriques post-partum – tandis que le centre hospitalier régional (CHR) se trouve à Kaya.
Le village possède deux écoles primaires publiques et l'un des collèges d'enseignement général (CEG) du département.